# قاقعیه صنوبر
قاقعیه صنوبر (به عربی: قعقعیة) یک منطقهٔ مسکونی در لبنان است که در شهرستان صیدا واقع شده‌است. قاقعیه صنوبر ۳٫۵ کیلومتر مربع مساحت و ۳٬۰۰۰ نفر جمعیت دارد و ۲۲۰ متر بالاتر از سطح دریا واقع شده‌است.